# Sawa Twerski
Sawa Twerski (zm. ok. 1467) – święty mnich prawosławny.
Sawa i jego brat, mnich Warsonofiusz, byli zakonnikami monasteru Świętego Spotkania założonego w okolicach Tweru przez św. Sawę Uświęconego, w 1397.
Po odejściu przełożonego klasztoru, św. Sawy Wiszerskiego, na pielgrzymkę na górę Athos, obowiązki zwierzchnika wspólnoty przejął starszy z braci, Warsonofiusz. Po pięciu latach postanowił on rozpocząć życie pustelnicze i przekazał swój urząd Sawie. Według hagiograficznych wspomnień św. Józefa Wołockiego Sawa pełnił zadania przełożonego przez ponad 50 lat, surowo przestrzegając zasad życia klasztornego, szczególnie dbając o zachowanie mnichów w czasie nabożeństw. W czasie epidemii Sawa osobiście odwiedzał chorych i udzielał im sakramentów, a także grzebał zmarłych.
Ihumen zmarł ok. 1467. Według tradycji, gdy jego następca (mnich przybyły z innego monasteru) zaczął zmieniać zasady życia w monasterze ustalone przez Sawę, pojawił się on jego śnie i skarcił za wprowadzone zmiany, co skłoniło przełożonego do rezygnacji z funkcji.